# Energija u Sjevernoj Europi
Sjeverna Europa je europska regija koja obuhvaća deset zemalja (Danska, Estonija, Finska, Island, Irska, Latvija, Litva, Norveška, Švedska i Ujedinjeno Kraljevstvo) i pet nezavisnih teritorija (Ålandsko Otočje, Kanalski Otoci, Farski Otoci, Otok Man i Svalbardsko Otočje).

### Opći podaci

#### Broj stanovnika
Najmnogoljudnije zemlje Sjeverne Europe su zemlje Skandinavije (Norveška, Švedska i Finska) te UK i Irska. (Tablica 1)
Neki od gradova sjeverne Europe najvećeg demografskog i ekonomskog značaja su London, Stockholm, Kopenhagen, Oslo, Helsinki uglavnom glavni gradovi zemalja.  
| Zemlja                 | Broj stanovnika |
| ---------------------- | --------------- |
| Danska                 | 5 932 654       |
| Estonija               | 1 365 884       |
| Finska                 | 5 563 970       |
| Island                 | 387 758         |
| Irska                  | 5 194 336       |
| Litva                  | 2 857 279       |
| Latvija                | 1 883 008       |
| Švedska                | 10 521 556      |
| Norveška               | 5 488 984       |
| Ujedinjeno Kraljevstvo | 67 790 155      |

#### Površina
Najveće zemlje sjeverne Europe su Finska, Norveška i Švedska (koja je i četvrta najveća zemlja u Europi.)
| Zemlja                 | Površina u km2 |
| Danska                 | 42 838         |
| Estonija               | 45 339         |
| Finska                 | 338 472        |
| Irska                  | 68 466         |
| Island                 | 103 000        |
| Latvija                | 64 594         |
| Litva                  | 65 286         |
| Norveška               | 384 483        |
| Švedska                | 447 425        |
| Ujedinjeno Kraljevstvo | 242 500        |

#### Geologija i reljef
Najstariji je dio Europe Baltički štit, koji obuhvaća dio Skandinavije, Finsku i poluotok Kolu. To područje, građeno od vrlo starih stijena (kristalični škriljevci, gnajs i dr.), bilo je nabrano u pretkambrijsko doba, ali su ga vanjske sile (denudacija, erozija i glacijalna erozija) poravnale u geološkoj prošlosti, tako da je danas to plitka zavala s Baltičkim morem u sredini.
Sjeverozapadna Europa nabirala se u paleozoiku. U starijem paleozoiku (silur i devon) nabralo se Kaledonsko gorje, koje se pruža od sjeverne Irske preko Škotske duž zapadne Skandinavije prema sjeveru (dijelovi su Kaledonskoga gorja i Nova Zemlja, Zemlja Franje Josipa, Svalbard).

#### Klima
Klima je uglavnom oceanska (Cfb), vlažna kontinentalna klima (Dfb), subarktička klima (Dfc) i tundra (ET)

### Makroekonomski podaci
| Zemlja                 | BDP (u milijunima USD) | BDP per capita (u USD) | Stopa inflacije | Stopa zaposlenosti |
| ---------------------- | ---------------------- | ---------------------- | --------------- | ------------------ |
| Danska                 | 395 403                | 66 983                 | 4,1%            | 80,1%              |
| Estonija               | 38 100                 | 28 332                 | 10%             | 81,9%              |
| Finska                 | 280 825                | 50 536                 | 4,5%            | 78,4%              |
| Island                 | 27 841                 | 72 903                 | 8,6%            | 84,1%              |
| Irska                  | 529 244                | 104 038                | 5,2%            | 78,2%              |
| Litva                  | 70 334                 | 24 826                 | 9,9%            | 79%                |
| Latvija                | 41 153                 | 21 851                 | 9,3%            | 77%                |
| Švedska                | 585 939                | 55 873                 | 6,9%            | 82,2%              |
| Norveška               | 579 267                | 106 148                | 5,8%            | 80,9%              |
| Ujedinjeno Kraljevstvo | 3 070 667              | 45 850                 | 7,7%            | 75,7%              |

Uočljivo je iz tablice da najveći BDP imaju Ujedinjeno Kraljevstvo (ujedno i članica G7), Norveška, Švedska te Irska. U spomenutim zemljama je uglavnom i najveći BDP per capita. Island ima relativno velik BDP per capita no to se može pripisati tome da od svih navedenih imaju najmanje stanovnika. 
Visoke stope inflacije (u pojedinim zemljama poput Litve, Latvije i Estonije čak i 10%) uglavnom su posljedica ekonomske krize uzrokovane pandemijom COVID-19.

### Prikaz podataka o energiji
Općenito se podaci o energiji zasebno prikupljaju za različite energente, poput nafte, prirodnog plina ili ugljena. Kao takvi, saldo sustavi energenata pružaju najjednostavniji način prikaza podataka za pojedini energent, izražen u fizičkim jedinicama. Na primjer, to mogu biti džuli ili kubni metri za prirodni plin ili tone za ugljen. Takav pristup koristi Međunarodna agencija za energetiku (IEA) u svojim knjigama o gorivima, obnovljivim izvorima energije i elektricitetu, kao i u sveobuhvatnoj svjetskoj statistici energetike - koja kombinira informacije za sve izvore energije zajedno.
Međutim, budući da se energetski proizvodi na kraju koriste zbog svoje energetske vrijednosti i mogu se pretvarati jedan u drugi putem različitih procesa transformacije, potrebno je kombinirati saldo sustave energenata kako bismo dobili prikaz energetskog sustava. Za to je potrebno razviti energetsku bilancu.
Energetska bilanca nam pomaže razumjeti kako se proizvodi međusobno transformiraju, istaknuti različite odnose među tim proizvodima i prikazati kako se sve vrste energije konačno koriste.
Metodologija koju koristi IEA u skladu je s Međunarodnim preporukama za energetsku statistiku (IRES) koje je usvojila Komisija za statistiku UN-a 2011.

## Proizvodnja primarne energije

### Uvod
Primarna energija obuhvaća energiju uzetu iz prirode bez naknadne pretvorbe, u što spada kemijski potencijal fosilnih goriva, drva ili biomase, nuklearna energija, kinetička energija vjetra, potencijalna energija vodenih tokova, te toplinska energija geotermalnih izvora.       
Oblici primarne energije: neobnovljivi (komercijalni ili konvencionalni) i obnovljivi (tradicionalni, komercijalni ili konvencionalni, novi ili alternativni).

#### Neobnovljivi
U neobnovljive oblike primarne energije spadaju: fosilna goriva, nafta, plin, ugljen, treset te nuklearna energija.
Njihov je ciklus nastanka (otprilike 300 milijuna godina za fosilna goriva) značajno dulji period od onoga u kojem ćemo ih utrošiti (otprilike 200 milijuna godina).

#### Obnovljivi
Neki od glavnih primjera obnovljive primarne energije su: balega, drvo (tradicionalna biomasa), biomasa, biogoriva, hidroenergija, energija vjetra, sunčeva energija, geotermalna energija, energija mora i mnogi drugi.
Potencijal obnovljivih izvora energije se obnavlja u kratkom vremenu što je razmjerno vremenu korištenja. Tradicionalni izvori energije kao što su nekomercijalna biomasa i balega predstavljaju one koji ne ulaze u energetske bilance zato što se ne preprodaju pa iz tog razloga čine značajan dio primarne energije u mnogim zemljama. Glavni komercijalni ili konvencionalni obnovljivi izvor je hidroenergija, iako danas dolaze neke nove (alternativne) primarne energije kao što su vjetar, geotermalna energija i sunčeva toplina.
| Tablica 4. Proizvodnja primarne energije (u TJ) po vrsti energenata 2021. godine (izvor IEA) | Tablica 4. Proizvodnja primarne energije (u TJ) po vrsti energenata 2021. godine (izvor IEA) | Tablica 4. Proizvodnja primarne energije (u TJ) po vrsti energenata 2021. godine (izvor IEA) | Tablica 4. Proizvodnja primarne energije (u TJ) po vrsti energenata 2021. godine (izvor IEA) | Tablica 4. Proizvodnja primarne energije (u TJ) po vrsti energenata 2021. godine (izvor IEA) | Tablica 4. Proizvodnja primarne energije (u TJ) po vrsti energenata 2021. godine (izvor IEA) | Tablica 4. Proizvodnja primarne energije (u TJ) po vrsti energenata 2021. godine (izvor IEA) | Tablica 4. Proizvodnja primarne energije (u TJ) po vrsti energenata 2021. godine (izvor IEA) | Tablica 4. Proizvodnja primarne energije (u TJ) po vrsti energenata 2021. godine (izvor IEA) |
| -------------------------------------------------------------------------------------------- | -------------------------------------------------------------------------------------------- | -------------------------------------------------------------------------------------------- | -------------------------------------------------------------------------------------------- | -------------------------------------------------------------------------------------------- | -------------------------------------------------------------------------------------------- | -------------------------------------------------------------------------------------------- | -------------------------------------------------------------------------------------------- | -------------------------------------------------------------------------------------------- |
|                                                                                              | Ugljen                                                                                       | Sirova nafta                                                                                 | Prirodni plin                                                                                | Nuklearna energija                                                                           | Hidroenergija                                                                                | Obnovljivi izvori energije (vjetar i solar)                                                  | Biomasa                                                                                      | Ukupno                                                                                       |
| Danska                                                                                       | -                                                                                            | 139 277                                                                                      | 45 069                                                                                       | -                                                                                            | 59                                                                                           | 65 326                                                                                       | 125 572                                                                                      | 375 303                                                                                      |
| Estonija                                                                                     | 106 065                                                                                      | -                                                                                            | -                                                                                            | -                                                                                            | 89                                                                                           | 3 727                                                                                        | 77 245                                                                                       | 187 126                                                                                      |
| Finska                                                                                       | 10 171                                                                                       | -                                                                                            | -                                                                                            | 257 433                                                                                      | 56 758                                                                                       | 30 477                                                                                       | 442 617                                                                                      | 797 456                                                                                      |
| Latvija                                                                                      | 20                                                                                           | -                                                                                            | -                                                                                            | -                                                                                            | 9 748                                                                                        | 570                                                                                          | 103 148                                                                                      | 113 486                                                                                      |
| Litva                                                                                        | 197                                                                                          | 1 198                                                                                        | -                                                                                            | -                                                                                            | 1 381                                                                                        | 5 589                                                                                        | 72 530                                                                                       | 80 895                                                                                       |
| Irska                                                                                        | 5 347                                                                                        | -                                                                                            | 52 880                                                                                       | -                                                                                            | 2 700                                                                                        | 35 684                                                                                       | 27 345                                                                                       | 123 956                                                                                      |
| Island                                                                                       | -                                                                                            | -                                                                                            | -                                                                                            | -                                                                                            | 49 778                                                                                       | 170 120                                                                                      | 78                                                                                           | 219 976                                                                                      |
| Norveška                                                                                     | 3 408                                                                                        | 4 108 247                                                                                    | 4 220 715                                                                                    | -                                                                                            | 518 160                                                                                      | 42 997                                                                                       | 72 435                                                                                       | 8 965 962                                                                                    |
| Švedska                                                                                      | 2 525                                                                                        | -                                                                                            | -                                                                                            | 575 749                                                                                      | 255 910                                                                                      | 127 308                                                                                      | 518 218                                                                                      | 1 479 710                                                                                    |
| Ujedinjeno Kraljevstvo                                                                       | 29 084                                                                                       | 1 777 369                                                                                    | 1 176 504                                                                                    | 500 373                                                                                      | 18 054                                                                                       | 278 954                                                                                      | 455 808                                                                                      | 4 236 146                                                                                    |

### 2.2 Veliki proizvođači
Najveći proizvođači primarne energije su Norveška, Ujedinjeno Kraljevstvo, Finska i Švedska. Njihova je primarna energija pretežito bazirana na sirovoj nafti i prirodnom plinu, no velik udio, pogotovo u Norveškoj, drži i hidroenergija. Jasna je korelacija između proizvodnje primarne energije i BDP-a. 
Unatoč nastojanju prema obnovljivim izvorima i dalje najveći dio primarne energije je u konvencionalnim energentima. 

### Hidroenergija
Velik udio primarne energije čini hidroenergija koja, izuzevši konvencionalne energente (nafta, prirodni plin), predstavlja oko 10% primarne energije u sjevernoj Europi. 
Velik potencijal leži u hidroenergiji jer u regiji prevladavaju klime s velikom količinom oborina. Prema podacima Svjetske banke prosječna količina padalina u regiji iznosi oko 950 mm kiše godišnje. (Tablica 6)
| Količina oborina (u mm godišnje) | Količina oborina (u mm godišnje) |
| -------------------------------- | -------------------------------- |
| Island                           | 1940                             |
| Irska                            | 1118                             |
| UK                               | 1220                             |
| Norveška                         | 1414                             |
| Latvija                          | 667                              |
| Finska                           | 536                              |
| Švedska                          | 624                              |
| Litva                            | 656                              |
| Danska                           | 703                              |
| Estonija                         | 626                              |

### Nuklearna energija
U Sjevernoj Europi se u 2021. godini proizvelo oko 1 333 000 TJ primarne energije u obliku nuklearne energije. Proizvođači te energije su Finska, Švedska i Ujedinjeno Kraljevstvo. 
Švedska ima šest nuklearnih reaktora u funkciji, s kombiniranim neto kapacitetom od 6,9 GWe. U 2021.godini nuklearke su proizvele 30,8% električne energije u zemlji, dok je u Ujedinjenom Kraljevstvu na taj način proizvedeno 14,8% električne energije. Ujedinjeno Kraljevstvo ima 9 operabilnih nuklearnih reaktora ukupnog neto kapaciteta 5,9 GWe

## Uvoz i izvoz energije
Trgovina (uvoz i izvoz) energenata prikazan je u tablicama (Tablica 6. i 7.)
| Tablica 6. UVOZ energenata prema podacima IEA-a za 2021. godinu (u TJ) | Tablica 6. UVOZ energenata prema podacima IEA-a za 2021. godinu (u TJ) | Tablica 6. UVOZ energenata prema podacima IEA-a za 2021. godinu (u TJ) | Tablica 6. UVOZ energenata prema podacima IEA-a za 2021. godinu (u TJ) | Tablica 6. UVOZ energenata prema podacima IEA-a za 2021. godinu (u TJ) | Tablica 6. UVOZ energenata prema podacima IEA-a za 2021. godinu (u TJ) | Tablica 6. UVOZ energenata prema podacima IEA-a za 2021. godinu (u TJ) | Tablica 6. UVOZ energenata prema podacima IEA-a za 2021. godinu (u TJ) |
| ---------------------------------------------------------------------- | ---------------------------------------------------------------------- | ---------------------------------------------------------------------- | ---------------------------------------------------------------------- | ---------------------------------------------------------------------- | ---------------------------------------------------------------------- | ---------------------------------------------------------------------- | ---------------------------------------------------------------------- |
|                                                                        | Ugljen                                                                 | Sirova nafta                                                           | Naftni derivati                                                        | Prirodni plin                                                          | Biomasa                                                                | Električna energija                                                    | Ukupno                                                                 |
| Danska                                                                 | 18 899                                                                 | 222 955                                                                | 195 114                                                                | 86 773                                                                 | 112 832                                                                | 72 431                                                                 | 709 110                                                                |
| Estonija                                                               | 141                                                                    | -                                                                      | 84 230                                                                 | 16 757                                                                 | 4 160                                                                  | 26 399                                                                 | 131 686                                                                |
| Finska                                                                 | 68 619                                                                 | 360 085                                                                | 216 133                                                                | 88 330                                                                 | 26 154                                                                 | 88 171                                                                 | 847 492                                                                |
| Latvija                                                                | 897                                                                    | -                                                                      | 81 368                                                                 | 40 359                                                                 | 23 694                                                                 | 16 799                                                                 | 163 117                                                                |
| Litva                                                                  | 6 837                                                                  | 345 937                                                                | 42 651                                                                 | 83 854                                                                 | 12 243                                                                 | 44 924                                                                 | 536 445                                                                |
| Irska                                                                  | 39 361                                                                 | 127 298                                                                | 213 843                                                                | 130 370                                                                | 6 634                                                                  | 8 808                                                                  | 526 312                                                                |
| Island                                                                 | 4 322                                                                  | -                                                                      | 27 998                                                                 |                                                                        | 882                                                                    | -                                                                      | 33 203                                                                 |
| Norveška                                                               | 33 983                                                                 | 102 002                                                                | 258 630                                                                | 5 665                                                                  | 20 506                                                                 | 29 646                                                                 | 450 434                                                                |
| Švedska                                                                | 66 219                                                                 | 806 400                                                                | 247 442                                                                | 50 416                                                                 | 79 606                                                                 | 30 028                                                                 | 1 280 110                                                              |
| Ujedinjeno Kraljevstvo                                                 | 159 821                                                                | 1 809 795                                                              | 1 048 081                                                              | 1 807 223                                                              | 205 994                                                                | 103 474                                                                | 5 134 389                                                              |

Iz Tablice 6. vidljivo je da su najveći uvoznici energenata Ujedinjeno Kraljevstvo, Švedska te Danska i Finska. 
Najveći dio energenata koji se uvozi i dalje spada među konvencionalne izvore energije (nafta i plin). 
| Tablica 7. IZVOZ energenata prema podacima IEA-a za 2021. godinu (u TJ) | Tablica 7. IZVOZ energenata prema podacima IEA-a za 2021. godinu (u TJ) | Tablica 7. IZVOZ energenata prema podacima IEA-a za 2021. godinu (u TJ) | Tablica 7. IZVOZ energenata prema podacima IEA-a za 2021. godinu (u TJ) | Tablica 7. IZVOZ energenata prema podacima IEA-a za 2021. godinu (u TJ) | Tablica 7. IZVOZ energenata prema podacima IEA-a za 2021. godinu (u TJ) | Tablica 7. IZVOZ energenata prema podacima IEA-a za 2021. godinu (u TJ) | Tablica 7. IZVOZ energenata prema podacima IEA-a za 2021. godinu (u TJ) |
| ----------------------------------------------------------------------- | ----------------------------------------------------------------------- | ----------------------------------------------------------------------- | ----------------------------------------------------------------------- | ----------------------------------------------------------------------- | ----------------------------------------------------------------------- | ----------------------------------------------------------------------- | ----------------------------------------------------------------------- |
|                                                                         | Ugljen                                                                  | Sirova nafta                                                            | Naftni derivati                                                         | Prirodni plin                                                           | Biomasa                                                                 | Električna energija                                                     | Ukupno                                                                  |
| Danska                                                                  | -4 635                                                                  | -49 178                                                                 | -292 003                                                                | -59 641                                                                 | -2 210                                                                  | -42 161                                                                 | -449 829                                                                |
| Estonija                                                                | -534                                                                    | -44 122                                                                 | -34 268                                                                 | -                                                                       | -24 644                                                                 | -13 403                                                                 | -116 971                                                                |
| Finska                                                                  | -4 188                                                                  | -                                                                       | -372 180                                                                | -                                                                       | -2 594                                                                  | -24 016                                                                 | -402 978                                                                |
| Latvija                                                                 | -125                                                                    | -                                                                       | -12 468                                                                 | -                                                                       | -56 303                                                                 | -9 172                                                                  | -78 067                                                                 |
| Litva                                                                   | -16                                                                     | -1 547                                                                  | -243 923                                                                | -18 080                                                                 | -12 309                                                                 | -14 778                                                                 | -290 652                                                                |
| Irska                                                                   | -237                                                                    | -                                                                       | -63 198                                                                 | -                                                                       | -695                                                                    | -6 887                                                                  | -71 016                                                                 |
| Island                                                                  | -                                                                       | -                                                                       | -                                                                       | -                                                                       | -                                                                       | -                                                                       | -                                                                       |
| Norveška                                                                | -2 294                                                                  | -3 366 657                                                              | -710 481                                                                | -4 008 827                                                              | -4 437                                                                  | -92 948                                                                 | -8 185 643                                                              |
| Švedska                                                                 | -697                                                                    | -63 164                                                                 | -633 900                                                                | -2 037                                                                  | -24 388                                                                 | -122 072                                                                | -846 258                                                                |
| Ujedinjeno Kraljevstvo                                                  | -29 904                                                                 | -1 468 957                                                              | -776 704                                                                | -245 210                                                                | -13 877                                                                 | -14 996                                                                 | -2 549 648                                                              |

Iz Tablice 7. uviđa se da je daleko najveći izvoznik energenata Norveška, koja izvozi enormne količine plina i sirove nafte. Drugi najveći izvoznik energenata je Ujedinjeno Kraljevstvo.
Zanimljivo, Island prema podacima IEA-a nije izvozio energente u 2021. godini.

Detaljnija analiza uvoza i izvoza može se naći u poglavlju Ukupna opskrba energije, jer uvoz i izvoz uvelike određuju TES.

## Ukupna opskrba energije

### Uvod i definicija
Ukupna opskrba energije se prema Eurostatu definira na slijedeći način: 
"Ukupna opskrba energijom = Primarna proizvodnja + Obnovljeni i reciklirani proizvodi + Uvoz – Izvoz + Promjene zaliha – Međunarodna pomorska skladišta – Međunarodna avijacija"
U Tablica 8. prikazana je ukupna opskrba energije.
| Tablica 8. Ukupna opskrba energije prema podacima IEA-a za 2021. (u TJ) | Tablica 8. Ukupna opskrba energije prema podacima IEA-a za 2021. (u TJ) | Tablica 8. Ukupna opskrba energije prema podacima IEA-a za 2021. (u TJ) | Tablica 8. Ukupna opskrba energije prema podacima IEA-a za 2021. (u TJ) | Tablica 8. Ukupna opskrba energije prema podacima IEA-a za 2021. (u TJ) | Tablica 8. Ukupna opskrba energije prema podacima IEA-a za 2021. (u TJ) | Tablica 8. Ukupna opskrba energije prema podacima IEA-a za 2021. (u TJ) | Tablica 8. Ukupna opskrba energije prema podacima IEA-a za 2021. (u TJ) | Tablica 8. Ukupna opskrba energije prema podacima IEA-a za 2021. (u TJ) | Tablica 8. Ukupna opskrba energije prema podacima IEA-a za 2021. (u TJ) | Tablica 8. Ukupna opskrba energije prema podacima IEA-a za 2021. (u TJ) | Tablica 8. Ukupna opskrba energije prema podacima IEA-a za 2021. (u TJ) |
| ----------------------------------------------------------------------- | ----------------------------------------------------------------------- | ----------------------------------------------------------------------- | ----------------------------------------------------------------------- | ----------------------------------------------------------------------- | ----------------------------------------------------------------------- | ----------------------------------------------------------------------- | ----------------------------------------------------------------------- | ----------------------------------------------------------------------- | ----------------------------------------------------------------------- | ----------------------------------------------------------------------- | ----------------------------------------------------------------------- |
|                                                                         | Ugljen                                                                  | Sirova nafta                                                            | Naftni derivati                                                         | Prirodni plin                                                           | Nuklearna energija                                                      | Hidroenergija                                                           | Obnovljivi izvori (vjetar i solar)                                      | Biomasa                                                                 | Električna energija                                                     | Toplina                                                                 | Ukupno                                                                  |
| Danska                                                                  | 41 417                                                                  | 324 676                                                                 | -59 731                                                                 | 78 279                                                                  | -                                                                       | 59                                                                      | 65 326                                                                  | 237 118                                                                 | 17 528                                                                  | 2 309                                                                   | 706 980                                                                 |
| Estonija                                                                | 119 380                                                                 | -45 053                                                                 | 45 184                                                                  | 15 763                                                                  | -                                                                       | 89                                                                      | 3 727                                                                   | 62 230                                                                  | 9 468                                                                   | -                                                                       | 210 788                                                                 |
| Finska                                                                  | 126 814                                                                 | 357 938                                                                 | -66 108                                                                 | 88 564                                                                  | 257 433                                                                 | 56 758                                                                  | 30 477                                                                  | 464 513                                                                 | 63 965                                                                  | 7 908                                                                   | 1 388 261                                                               |
| Island                                                                  | 4 322                                                                   | -                                                                       | 23 272                                                                  | -                                                                       | -                                                                       | 49 778                                                                  | 170 120                                                                 | 960                                                                     | -                                                                       | -                                                                       | 248 451                                                                 |
| Irska                                                                   | 54 647                                                                  | 129 621                                                                 | 126 878                                                                 | 183 250                                                                 | -                                                                       | 2 700                                                                   | 35 684                                                                  | 33 251                                                                  | 5 699                                                                   | -                                                                       | 571 730                                                                 |
| Latvija                                                                 | 774                                                                     | 2                                                                       | 58 350                                                                  | 40 372                                                                  | -                                                                       | 9 748                                                                   | 570                                                                     | 71 249                                                                  | 6 381                                                                   | -                                                                       | 187 446                                                                 |
| Litva                                                                   | 7 568                                                                   | 344 410                                                                 | -226 885                                                                | 78 556                                                                  | -                                                                       | 1 381                                                                   | 5 589                                                                   | 72 645                                                                  | 32 557                                                                  | 8 663                                                                   | 324 484                                                                 |
| Švedska                                                                 | 72 077                                                                  | 797 301                                                                 | -417 087                                                                | 47 648                                                                  | 575 749                                                                 | 255 910                                                                 | 127 308                                                                 | 582 329                                                                 | -92 045                                                                 | 8 456                                                                   | 1 957 645                                                               |
| Norveška                                                                | 35 174                                                                  | 877 844                                                                 | -461 313                                                                | 209 955                                                                 | -                                                                       | 518 160                                                                 | 42 997                                                                  | 88 505                                                                  | -63 302                                                                 | 5 753                                                                   | 1 253 774                                                               |
| Ujedinjeno Kraljevstvo                                                  | 240 672                                                                 | 2 124 699                                                               | 240 450                                                                 | 2 751 314                                                               | 500 373                                                                 | 18 054                                                                  | 278 954                                                                 | 648 111                                                                 | 88 479                                                                  | -                                                                       | 6 891 104                                                               |

Promet energenata u sjevernoj Europi je opsežan, veliki proizvođači primarne energije ujedno su i države koje izvoze mnogo energenata. U slučaju država nekih država (UK, Švedska, Finska) velik je i uvoz usprkos tome što se mnogo energije proizvodi i izvozi. Takvu činjenicu možemo pravdati stabilnom ekonomijom, preprodajom energenata te nastojanjem da se jača energetska neovisnost. 
Najveću opskrbu energijom imaju Ujedinjeno Kraljevstvo, Švedska, Norveška i Finska.

### Primarna energija u kontekstu ukupne opskrbe energijom
U sljedećoj tablici prikazan je udio primarne energije u ukupnoj opskrbi energije.
| Tablica 9. Udio primarne energije u ukupnoj opskrbi energijom | Tablica 9. Udio primarne energije u ukupnoj opskrbi energijom | Tablica 9. Udio primarne energije u ukupnoj opskrbi energijom | Tablica 9. Udio primarne energije u ukupnoj opskrbi energijom |
|                                                               | Primarna energija (TJ)                                        | Ukupna opskrba (TJ)                                           | Udio                                                          |
| ------------------------------------------------------------- | ------------------------------------------------------------- | ------------------------------------------------------------- | ------------------------------------------------------------- |
| Danska                                                        | 375303                                                        | 706980                                                        | 53%                                                           |
| Estonija                                                      | 187126                                                        | 210788                                                        | 89%                                                           |
| Finska                                                        | 797456                                                        | 1388261                                                       | 57%                                                           |
| Irska                                                         | 123956                                                        | 571730                                                        | 22%                                                           |
| Island                                                        | 219976                                                        | 248451                                                        | 89%                                                           |
| Latvija                                                       | 113486                                                        | 187446                                                        | 61%                                                           |
| Litva                                                         | 80895                                                         | 324484                                                        | 25%                                                           |
| Švedska                                                       | 1479710                                                       | 1957645                                                       | 76%                                                           |
| Ujedinjeno Kraljevstvo                                        | 4236146                                                       | 6891104                                                       | 61%                                                           |

Iz tablice se vidi da države s malo stanovnika (Island, Estonija) imaju jako visok udio vlastite primarne energije u konačnoj opskrbi energijom. Irska i Litva imaju malen udio vlastite primarne energije (oko četvrtine) te se uvelike oslanjaju na uvoz energenata. Ostale zemlje imaju udio od 50-75% što im omogućava fleksibilnost u trgovanju energentima.
Norveška je izostavljena iz tablice jer je jako velik postotni udio primarne energije u ukupnoj opskrbi (oko 700%). Takav podatak uz Sliku 5 i Sliku 6 pokazuje veliku izvoznu moć Norveške.

Može se uvidjeti da podaci sa Slike 7. djelomično odgovaraju podacima sa Slike 3. tj. da ukupna opskrba energijom prati količinu primarne energije. Takva tvrdnja posebno vrijedi za države s velikim udjelom primarne energije u ukupnoj opskrbi (Island, Latvija, Estonija). (vidi Tablica 9).

## Proizvodnja električne energije

### Uvod
Proizvodnja električne energije temelji se na iskorištavanju električne potencijalne energije koja proizlazi iz procesa odvajanja elektrona iz elektronskih omotača atoma. Ovo odvajanje može se postići različitim metodama energetske pretvorbe, uključujući elektromehaničku (elektromagnetska indukcija), termo-električnu (Seebeckov učinak ili efekt), termo-ionsku, fotoelektričnu (fotoelektrični učinak ili fotoefekt, primjerice u fotonaponskim ćelijama), izravnu pretvorbu kemijske energije u električnu energiju putem gorivih članaka te magneto-hidrodinamički generator. Ovaj raznovrstan skup tehnologija omogućuje učinkovitu proizvodnju električne energije iz različitih izvora.
|                        | Ugljen | Sirova nafta | Prirodni plin | Biogorivo | Otpad  | Nuklearna | Hidroelektrane | Vjetroelektrane | PV moduli | Plima | Geotermalna | Ukupno  |
| ---------------------- | ------ | ------------ | ------------- | --------- | ------ | --------- | -------------- | --------------- | --------- | ----- | ----------- | ------- |
| Danska                 | 4 364  | 258          | 1 536         | 7 741     | 1 765  | -         | 16             | 16 054          | 1 309     | -     | -           | 33 043  |
| Estonija               | 4 289  | -            | 42            | 1 730     | 151    | -         | 25             | 731             | 305       | -     | -           | 7 273   |
| Finska                 | 5 304  | 216          | 3 930         | 13 200    | 1 026  | 23 598    | 15 766         | 8 133           | 305       | -     | -           | 71 478  |
| Island                 | -      | 2            | -             | -         | -      | -         | 13 827         | 6               | -         | -     | 5 788       | 19 623  |
| Irska                  | 3 051  | 1 441        | 15 330        | 641       | 671    | -         | 1 036          | 9 668           | 79        | -     | -           | 31 917  |
| Latvija                | -      | -            | 2 128         | 862       | -      | -         | 2 708          | 141             | 7         | -     | -           | 5 846   |
| Litva                  | -      | 95           | 1 221         | 543       | 380    | -         | 1 094          | 1 362           | 191       | -     | -           | 4 886   |
| Švedska                | 677    | 394          | 373           | 9 557     | 5 080  | 52 777    | 71 127         | 27 108          | 1 507     | -     | -           | 168 600 |
| Norveška               | -      | 400          | -             | 35        | -      | -         | 144 339        | 11 769          | -         | -     | -           | 156 543 |
| Ujedinjeno Kraljevstvo | 7 490  | 1 541        | 124 154       | 35 323    | 11 755 | 45 868    | 6 879          | 64 460          | 12 384    | 4     | -           | 309 858 |

Uvod u proizvodnju električne energije u europskom kontekstu predstavlja izazovan, ali i iznimno važan segment globalnih napora usmjerenih prema održivom razvoju i smanjenju emisija stakleničkih plinova. Europska Unija (EU) postavlja ambiciozne ciljeve u sklopu svoje energetske tranzicije, težeći prema nisko-ugljičnom gospodarstvu i povećanoj održivosti.
Jedan od ključnih elemenata ovog puta prema energetskoj transformaciji leži u aktivnom poticanju obnovljivih izvora energije. Ovi izvori, poput solarnih, vjetroelektrana, hidroelektrana te drugih obnovljivih resursa, imaju presudnu ulogu u smanjenju ovisnosti o fosilnim gorivima te minimiziranju negativnih utjecaja na okoliš. U cilju postizanja održivosti i udovoljavanja postavljenim normama, EU se obvezala na značajno povećanje udjela obnovljivih izvora u ukupnoj proizvodnji električne energije (postavljen cilj postizanja klimatske neutralnosti do 2050. godine).
Energetski sektor postaje pokretačka snaga prema održivom društvu, te se od proizvođača energije očekuje da preuzmu vodeću ulogu u inovacijama, tehnološkom napretku i primjeni novih, ekološki prihvatljivih rješenja.
U ovom kontekstu, osvrt na tehnološki napredak, istraživanje i razvoj novih metoda proizvodnje energije, kao i poticanje energetske učinkovitosti postaju ključni elementi strategije. Uvođenje pametnih mreža, skladištenje energije i povećana upotreba digitalnih tehnologija samo su neki od aspekata koji dodatno oblikuju pejzaž proizvodnje električne energije.
Najveći proizvođači električne energije su ponovno gospodarski najrazvijenije zemlje te veliki proizvođači primarne energije - Ujedinjeno Kraljevstvo, Norveška, Švedska i Finska.

## Konačna potrošnja

### Konačna potrošnja energije (TFC)
Konačna potrošnja energije (TFC - eng. Total Final Consumption) je energija koju stvarno koriste krajnji potrošači – energija koja se koristi u domovima, prijevozu i poduzećima.

### Sektorska potrošnja
U Tablici 9. prikazani su podaci o sektorskoj konačnoj potrošnji energije.   
| Tablica 11. Konačna potrošnja energije po sektoru (u TJ) (prema podacima IEA-a za 2021. godinu) | Tablica 11. Konačna potrošnja energije po sektoru (u TJ) (prema podacima IEA-a za 2021. godinu) | Tablica 11. Konačna potrošnja energije po sektoru (u TJ) (prema podacima IEA-a za 2021. godinu) | Tablica 11. Konačna potrošnja energije po sektoru (u TJ) (prema podacima IEA-a za 2021. godinu) | Tablica 11. Konačna potrošnja energije po sektoru (u TJ) (prema podacima IEA-a za 2021. godinu) | Tablica 11. Konačna potrošnja energije po sektoru (u TJ) (prema podacima IEA-a za 2021. godinu) | Tablica 11. Konačna potrošnja energije po sektoru (u TJ) (prema podacima IEA-a za 2021. godinu) | Tablica 11. Konačna potrošnja energije po sektoru (u TJ) (prema podacima IEA-a za 2021. godinu) | Tablica 11. Konačna potrošnja energije po sektoru (u TJ) (prema podacima IEA-a za 2021. godinu) |
|                                                                                                 | Industrija                                                                                      | Prijevoz                                                                                        | Stanovanje                                                                                      | Komercijalne i javne djelatnosti                                                                | Poljoprivreda i šumarstvo                                                                       | Ribarstvo                                                                                       | Neenergetska upotreba                                                                           | Nespecificirano                                                                                 |
| ----------------------------------------------------------------------------------------------- | ----------------------------------------------------------------------------------------------- | ----------------------------------------------------------------------------------------------- | ----------------------------------------------------------------------------------------------- | ----------------------------------------------------------------------------------------------- | ----------------------------------------------------------------------------------------------- | ----------------------------------------------------------------------------------------------- | ----------------------------------------------------------------------------------------------- | ----------------------------------------------------------------------------------------------- |
| Danska                                                                                          | 94056                                                                                           | 164284                                                                                          | 171284                                                                                          | 76295                                                                                           | 23744                                                                                           | 4564                                                                                            | 9332                                                                                            | 1667                                                                                            |
| Estonija                                                                                        | 17114                                                                                           | 33345                                                                                           | 39556                                                                                           | 19749                                                                                           | 4606                                                                                            | 14                                                                                              | 7405                                                                                            | 11                                                                                              |
| Finska                                                                                          | 432746                                                                                          | 162366                                                                                          | 200467                                                                                          | 115438                                                                                          | 27756                                                                                           | 1321                                                                                            | 62013                                                                                           | 10288                                                                                           |
| Irska                                                                                           | 90544                                                                                           | 143476                                                                                          | 127767                                                                                          | 75657                                                                                           | 9185                                                                                            | 752                                                                                             | 9938                                                                                            | -                                                                                               |
| Island                                                                                          | 54357                                                                                           | 12749                                                                                           | 20189                                                                                           | 20529                                                                                           | 1674                                                                                            | 9024                                                                                            | 5629                                                                                            | 1543                                                                                            |
| Latvija                                                                                         | 36464                                                                                           | 43873                                                                                           | 46708                                                                                           | 23014                                                                                           | 8602                                                                                            | 255                                                                                             | 4007                                                                                            | 205                                                                                             |
| Litva                                                                                           | 42844                                                                                           | 88569                                                                                           | 58849                                                                                           | 24065                                                                                           | 4746                                                                                            | -                                                                                               | 47794                                                                                           | 383                                                                                             |
| Norveška                                                                                        | 262907                                                                                          | 187689                                                                                          | 163831                                                                                          | 115381                                                                                          | 12701                                                                                           | 12517                                                                                           | 103294                                                                                          | 1304                                                                                            |
| Švedska                                                                                         | 486741                                                                                          | 277629                                                                                          | 301468                                                                                          | 167827                                                                                          | 24711                                                                                           | 564                                                                                             | 71037                                                                                           | -                                                                                               |
| Ujedinjeno Kraljevstvo                                                                          | 840756                                                                                          | 1384667                                                                                         | 1516644                                                                                         | 653425                                                                                          | 51522                                                                                           | 6551                                                                                            | 273290                                                                                          | 47996                                                                                           |

Iz tabličnih podataka jasno je vidljivo da zemlje s najvećim BDP-om i razvijenom industrijom troše i najviše energije u sektoru industrije (UK, Švedska, Norveška i Finska).
Također je za uočiti da je potrošnja energije (ponajviše u sektorima Stanovanje, Prijevoz i Komercijalne i javne djelatnosti) proporcionalna broju stanovnika koji žive u zemlji, ponajviše radi veće potrebe za javnim prijevozom i velikim brojem automobila.
Potrošnja u sektoru Poljoprivreda i šumarstvo, u kojem najveće udjele imaju Danska, Finska, Švedska i UK, vidno prati i proizvodnju primarne energije iz biomase. (vidi Tablica 4.)
Očekivano, zemlje koje imaju razvijenu ribolovnu industriju također bilježe i najveće potrošnje energije u sektoru Ribarstvo. Prema podacima Svjetske Banke, najveće ribolovne industrije u sjevernoj Europi imaju Norveška (11. u svijetu), Island (23. u svijetu) i Ujedinjeno Kraljevstvo (27. u svijetu).
Neenergetska upotreba označava ukupnu potrošnju energenata kao sirovine u kemijskoj industriji, proizvodi rafinerija i koksara potrošeni u različitim gospodarskim sektorima, kao i korištenje krutog ugljika za proizvodnju metala i anorganskih kemikalija. Ovaj sektor vrlo je blizak industriji te shodno tome najveće potrošnje bilježe i zemlje s razvijenom industrijom.